# Korenbeurs (Schiedam)

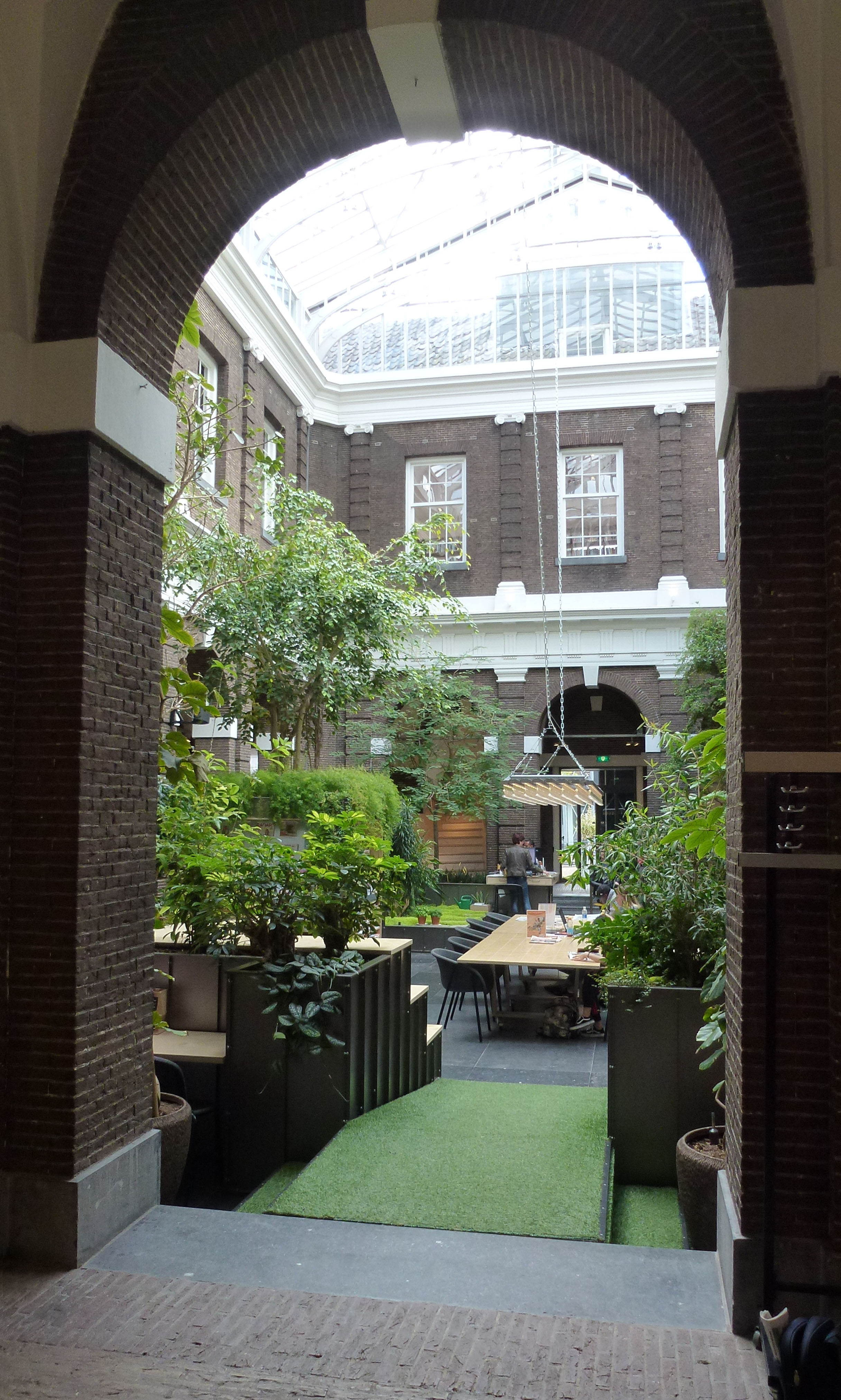
Grădina interioară în Korenbeurs (2017)

Korenbeursul din Schiedam sau „Bursa Comercianților” este un monument național din perioada 1786-1792. În Korenbeurs se comercializau vin de malț, cereale și borhot. Această activitate comercială era direct legată de distileriile de jenever din Schiedam. Bursa este considerată unul dintre monumentele industriei de jenever din Schiedam.

## Istorie
Între 1778 și 1780 a fost construită o nouă ecluză în Dam, ceea ce a dus la creșterea numărului de tranzacții comerciale, astfel că a devenit necesar un nou sediu al bursei. În 1783, **Societatea Economică a Comercianților** a organizat un concurs pentru proiectarea unei noi burse pentru vin de malț, cereale și borhot. În 1784, au fost întocmite primele planuri de către arhitecții **Rutger van Bol'es** și **Friedrich Ludwig Gunckel**, arhitectul curții. În 1785, arhitectul italian din Rotterdam, **Carlo G. F. Giudici**, și-a prezentat planurile. Proiectul său, însă, era prea costisitor, astfel că în 1786 a fost acceptat un design mai simplu de **Ruther van Bol'es**. Construcția a fost finalizată la 17 aprilie 1792. Comercianții de vin de malț din întreaga țară au început să își desfășoare activitatea în curtea interioară a bursei.
La începutul secolului XX, distileriile tradiționale au devenit mai puțin profitabile din cauza apariției alcoolului etilic pur (etanol). Pentru producția de jenever s-a început tot mai frecvent folosirea acestui alcool neutru în locul vinului de malț. Din acest motiv, Korenbeurs și-a închis porțile în 1918, după mai bine de 125 de ani de funcționare.

## Clădirea
Clădirea rectangulară, cu patru aripi, este o construcție impunătoare în stilul clasicismului secolului al XVII-lea, cu detalii în stilul Ludovic al XVI-lea. Bursa are galerii boltite în jurul unei curți interioare care a fost acoperită în 1872. Lângă intrarea principală se află două nișe curbate. **Risalitele** din fațada principală și din cea din spate sunt acoperite cu piatră de gresie, având coloane de tip **Dorice** și **Ionice** și un **fronton** cu sculpturi reprezentându-i pe Mercur (comerț) și Neptun (navigație), precum și un ceas de fațadă. O clopotniță din lemn completează clădirea. De-a lungul anilor, Korenbeurs a fost restaurată și modificată de mai multe ori. În 1840, după un incendiu, a fost restaurată, iar în 1872 s-a adăugat o construcție de acoperiș din fier și sticlă peste curtea interioară. Alte restaurări au avut loc în 1952 și 1999, iar în februarie 2015 au început lucrările de adaptare a clădirii pentru a găzdui o bibliotecă publică.

## Biblioteca Schiedam în Korenbeurs
Biblioteca din Schiedam, situată anterior în Stadserf, s-a închis definitiv pe 20 mai 2015, iar noua bibliotecă a fost deschisă oficial în Korenbeurs pe 6 iunie 2015. După cinci luni de renovare, o parte din cărți au fost mutate în noua locație. Clădirea a fost dotată cu un lift și o scară suplimentară către primul etaj. Curtea interioară acoperită a fost transformată într-o grădină interioară, un atrium verde, cu arbori și plante înalte. Au fost create spații de studiu, un loc de joacă pentru copii și o cafenea. Deasupra mesei de lectură atârnă un candelabru mare realizat din pahare de jenever.
"SI HORTUM IN BIBLIOTHECA HABES DEERIT NIHIL" – Cicero (106-12 î.Hr.) „Dacă ai o grădină în biblioteca ta, nu îți va lipsi nimic.”
- În 2016, biblioteca a fost clasată pe locul doi în competiția pentru cea mai bună bibliotecă a anului.

- Grădina interioară, amenajată de Zuidkoop, a câștigat titlul de „Interiorul plantat al anului” în 2016.

## Funcționalitate
După ce Korenbeurs și-a pierdut funcția inițială și înainte de a deveni o bibliotecă publică, clădirea a fost folosită de diverse asociații și companii, iar aici au fost organizate evenimente, cum ar fi Brandersfeesten. Între 2003 și 2006, **Muzeul Municipal Schiedam** a fost găzduit temporar aici, deoarece clădirea sa inițială, Sint Jacobsgasthuis, era în renovare.

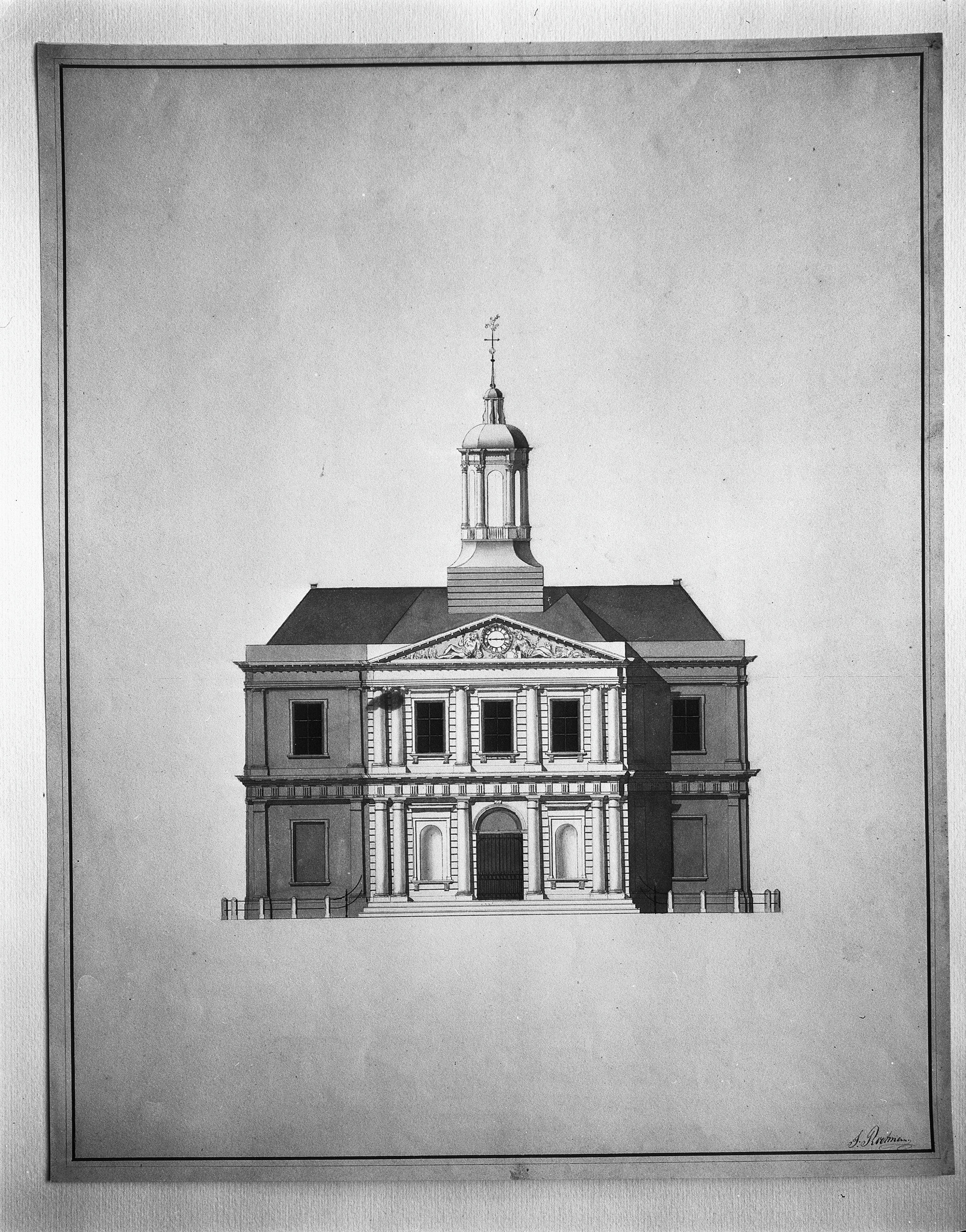
Desen din colecția Muzeului Municipal Schiedam
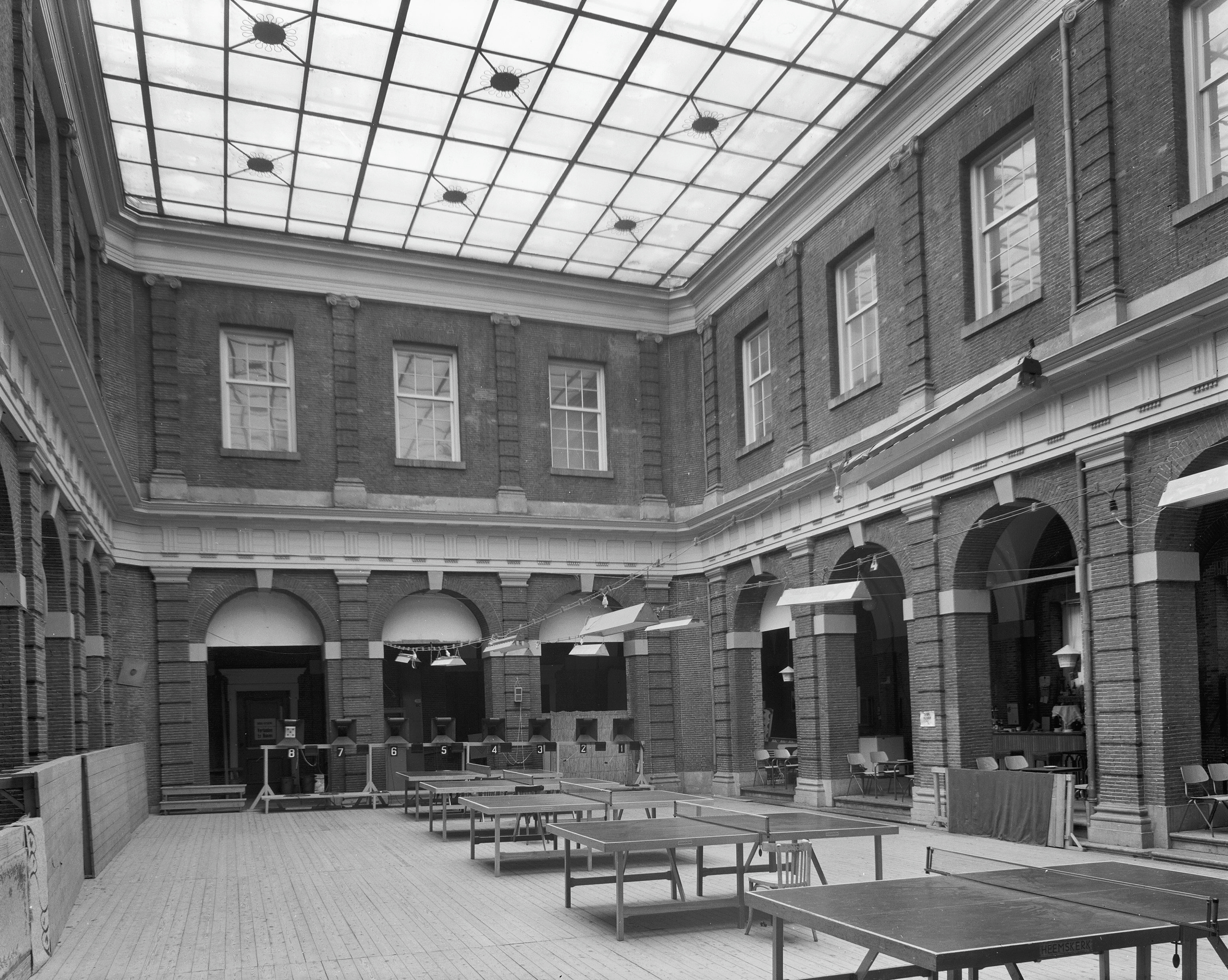
Curtea interioară acoperită cu tavan de sticlă în 1966
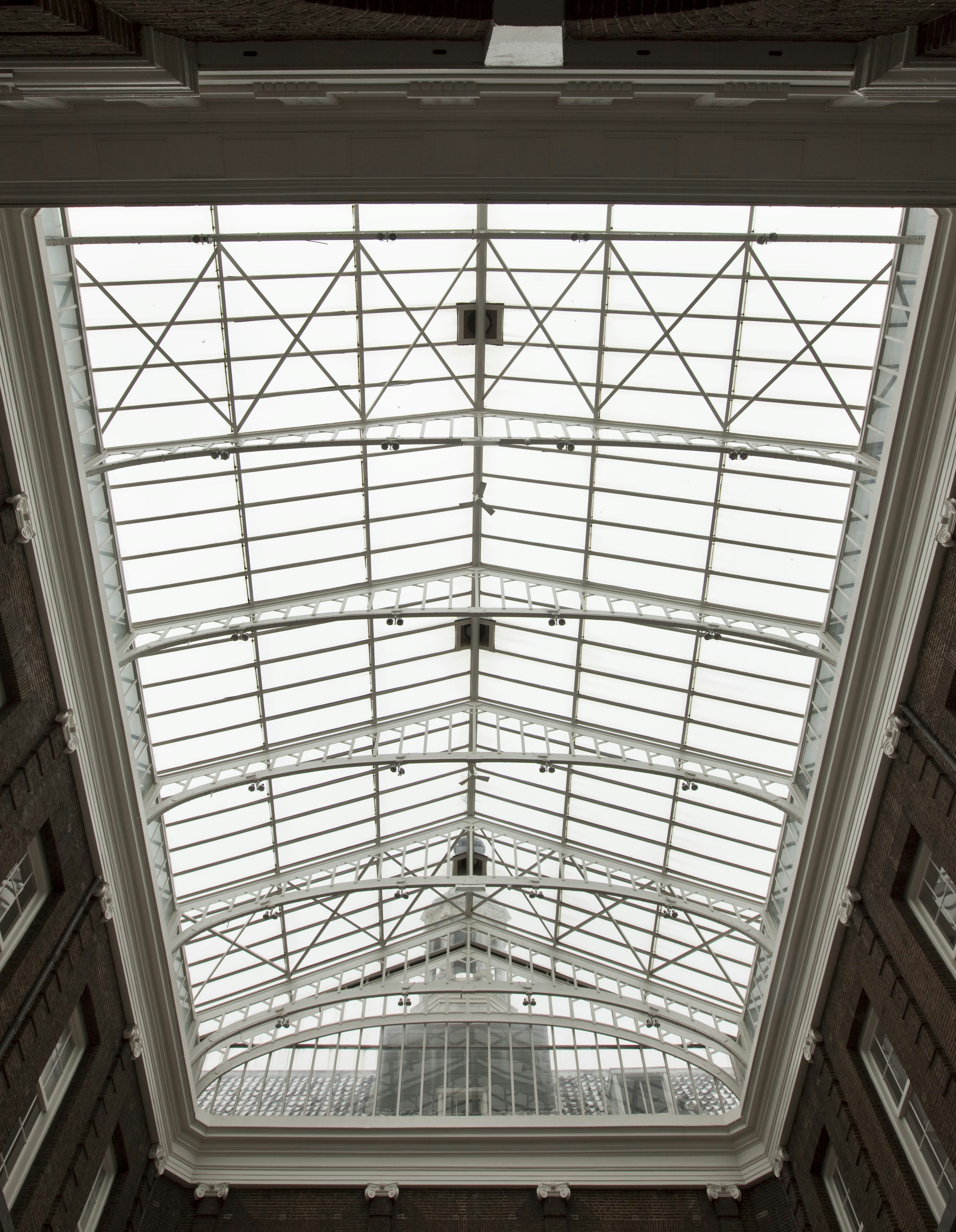
Acoperișul în 2010
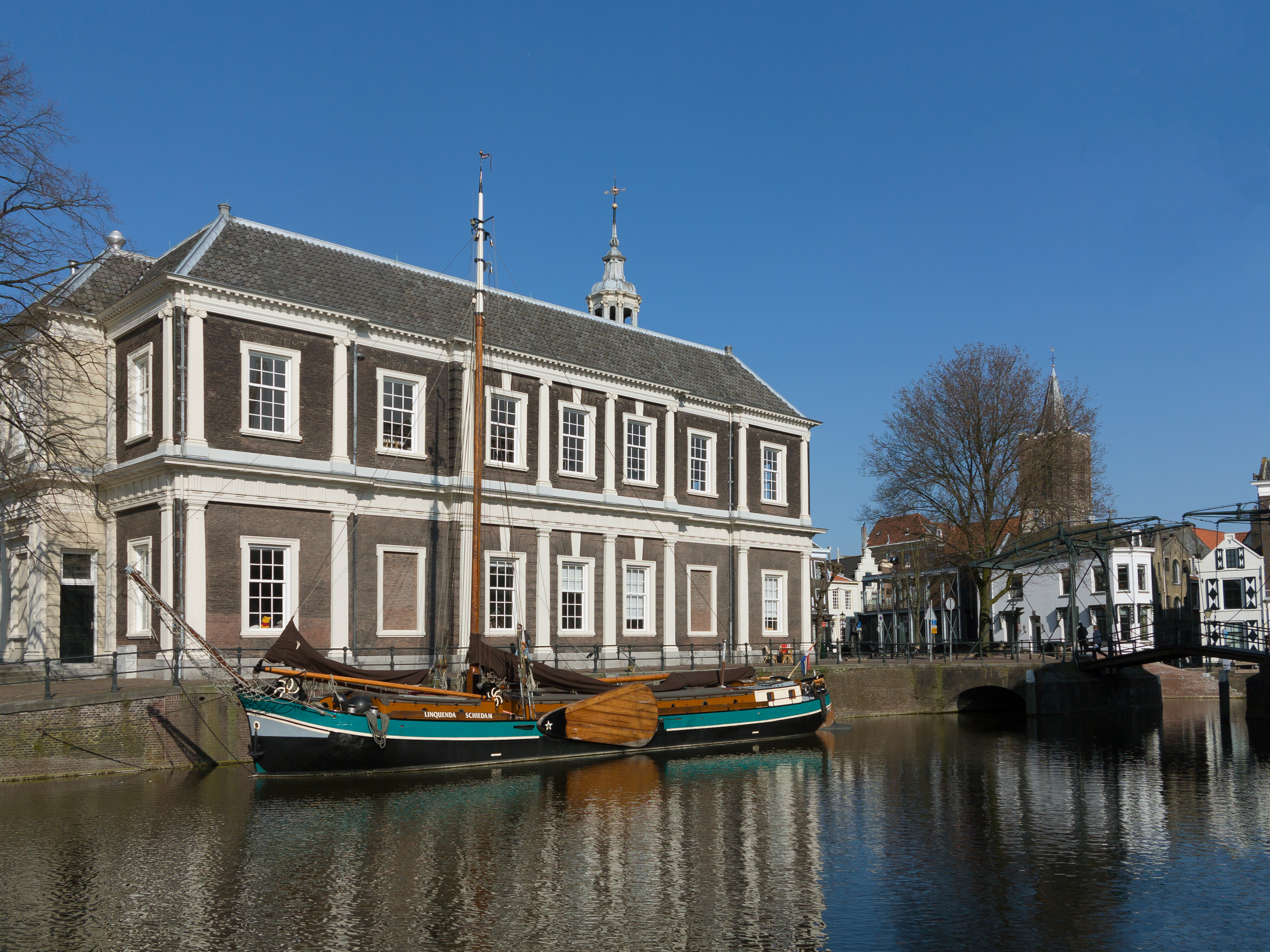
Vedere către Korenbeurs de la Korte Haven
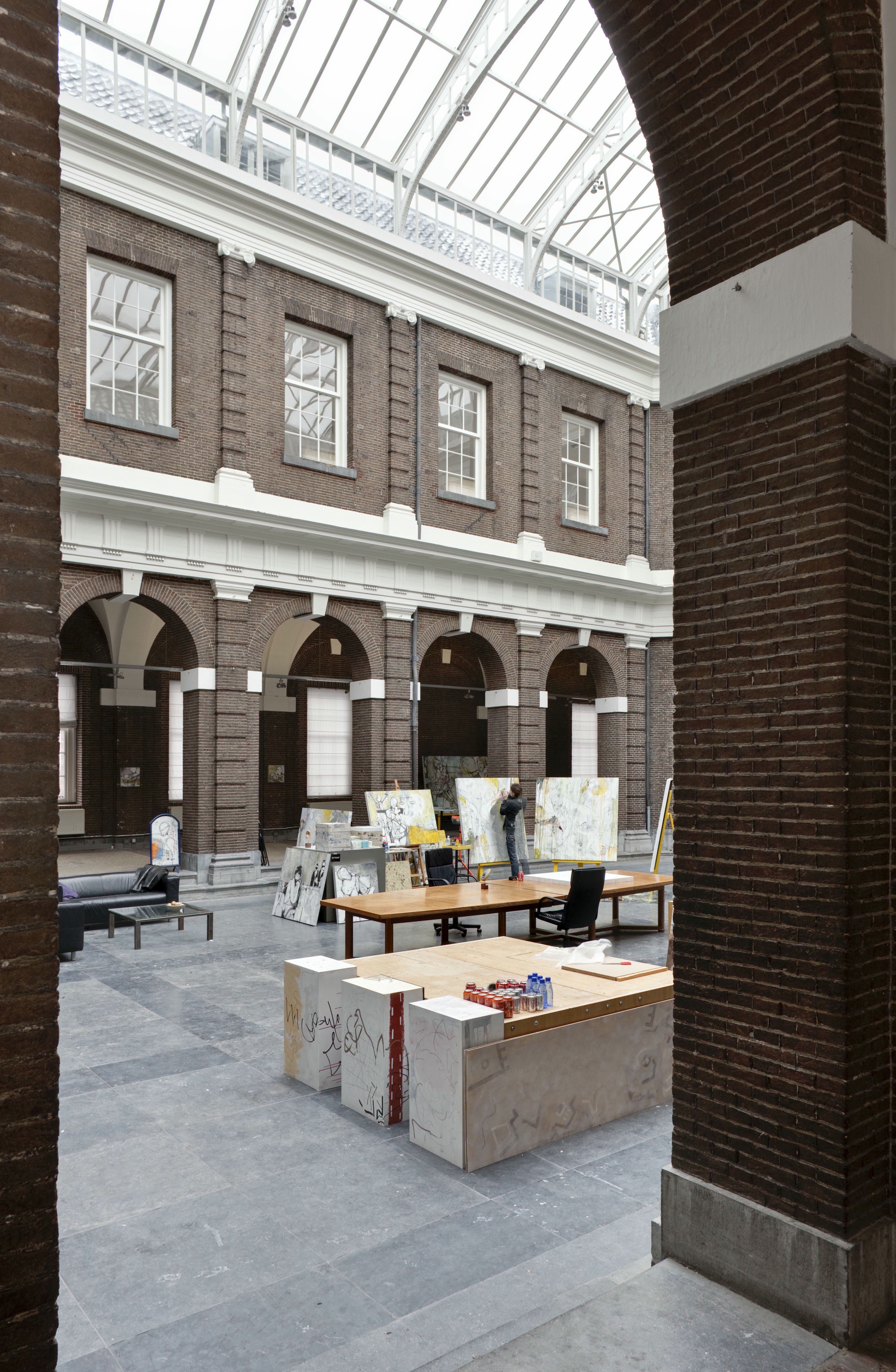
Curtea interioară în 2010
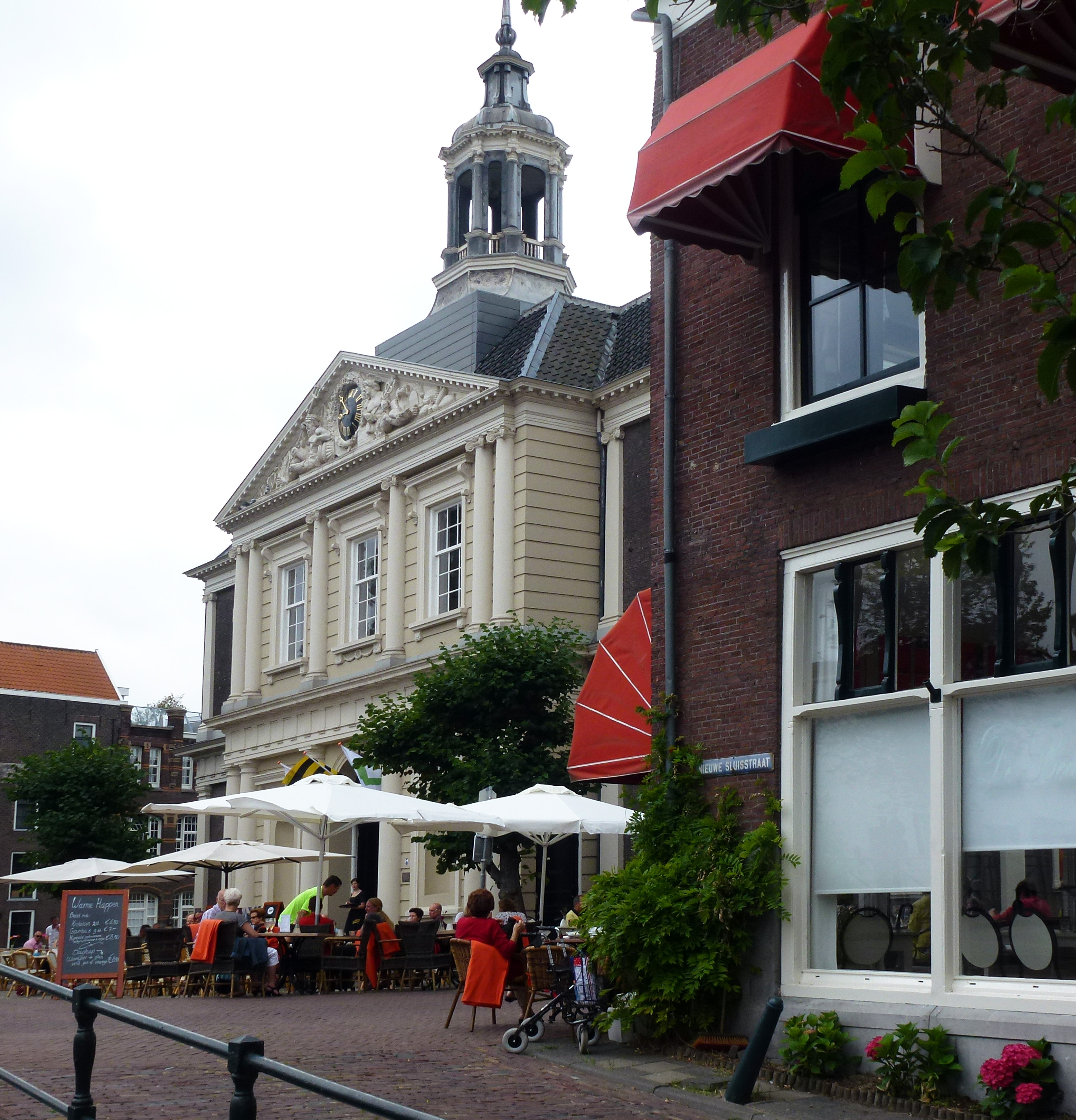
Fațada Korenbeurs în 2013